# Klous + Brandjes Architecten
Klous + Brandjes Architecten is een Nederlands architectenbureau. Het bedrijf is ontstaan uit een samenwerking met het architectenbureau Brakel & Buma van Henk Brakel en Wijbrand Buma dat zij in 1952 hadden opgericht. Het huidige hoofdkantoor bevindt zich aan de Zijlweg in Haarlem.
In november 2019 werd bekend dat het bureau het ontwerp heeft geleverd voor de eerste fase van het nieuwbouwproject Schoterkwartier op het voormalige Deli-terrein in Haarlem.

## Portfolio
- Raadhuis van Haarlemmermeer, Hoofddorp
- Louis Davids Kwartier, Zandvoort
- Groene Linten, Haarlem
- De Entree, Schalkwijk Haarlem
- Schoterkwartier, Haarlem-Noord